# 健康评价
健康评价是指通过疾病危险性评价模型分析计算，得出按病种的疾病危险性评价报告。健康管理者及个人能够清楚地了解个人患慢性病的危险性。